# ملاولي (تشهار دولي)
ملاولي (بالفارسية: ملاولی) هي قرية تقع في إيران في Chaharduli Rural District. يقدر عدد سكانها بـ 151 نسمة بحسب إحصاء 2016.